# Sphagnum subsecundum
Sphagnum subsecundum là một loài rêu trong họ Sphagnaceae. Loài này được Nees mô tả khoa học đầu tiên năm 1819.

## Hình ảnh

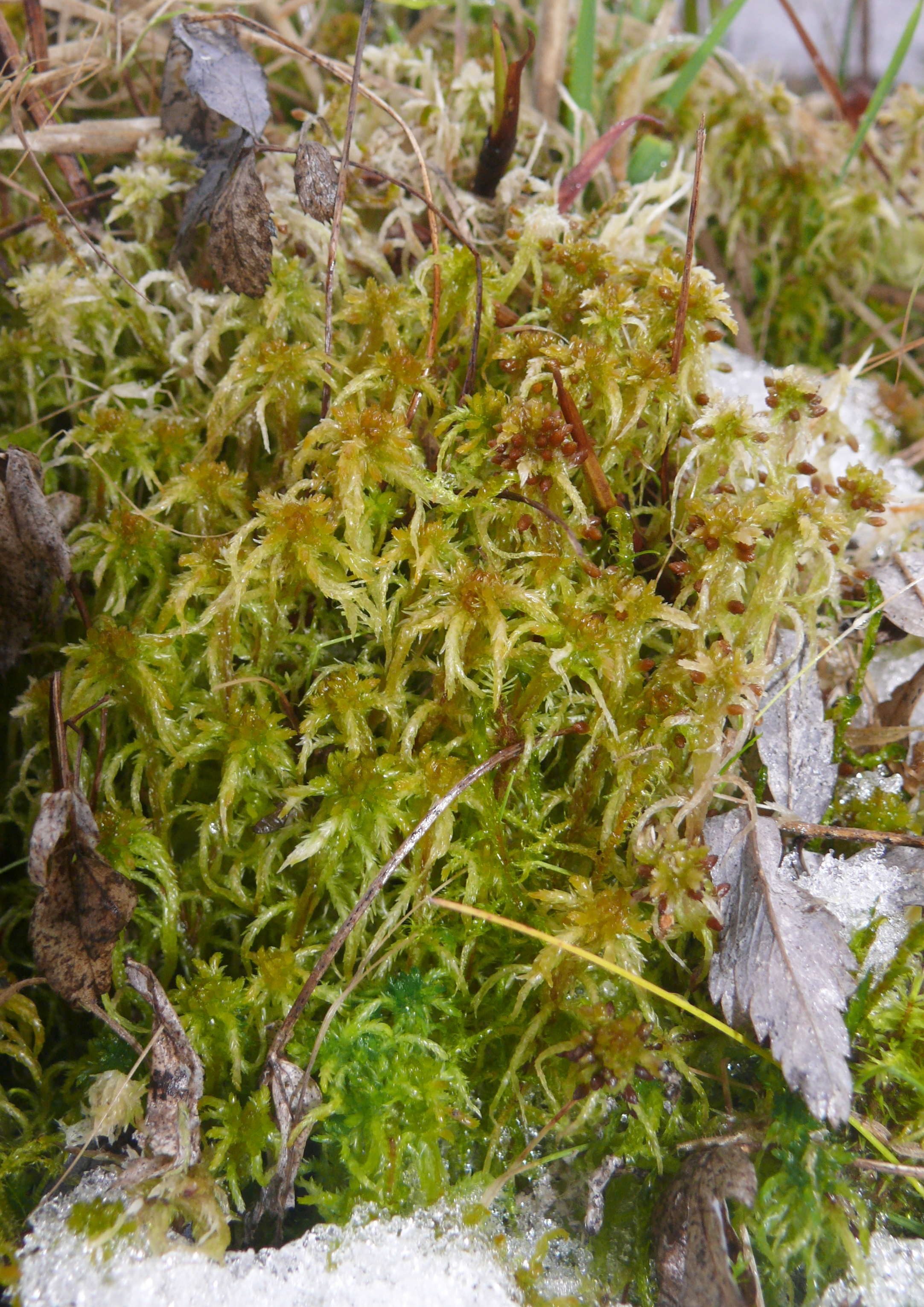